# Decalina
La decalina o decahidronaftaleno es un hidrocarburo bicíclico de fórmula molecular C10H18. Es utilizada como solvente orgánico. 

## Estereoquímica
La decalina puede encontrarse como dos formas estereoisoméricas, la trans-decalina y la cis-decalina. Ambos estereoisómeros fueron aislados mediante cuidadosa destilación fraccionada por primera vez entre 1923 y 1925 por Walter Hückel.

### Trans-decalina
En la trans-decalina los anillos se encuentran unidos mediante los carbonos 1 y 6 en posición trans (por enlaces equatoriales). Presenta una estructura rígida y mayor estabilidad que la cis-decalina.

### Cis-decalina
En la cis-decalina los anillos se encuentran unidos mediante los carbonos 1 y 6 en posición cis (por un enlace equatorial y uno axial). Su estructura es más flexible, presentando un equilibrio conformacional, pudiendo interconvertirse en su enantiómero.